# Šime Josip Plankton
Šime Josip Plankton (eng. Sheldon James Plankton) jedan je od najvažnijih likova u crtanoj seriji "Spužva Bob Skockani" i glavni negativac u seriji.
Plankton vodi neuspješan restoran Kantu splačina i zato mrzi svojega suparnika i neprijatelja gospodina Klještića jer on vodi uspješan restoran Rakovu poslasticu. Njegov je glavni cilj u seriji ukrasti tajnu formulu rakburgera čime bi njegov restoran postao uspješan, što je pokušao u mnogim epizodama.
Ipak, u nekim je epizodama Plankton bio i pozitivniji lik, pogotovo u kasnijim sezonama. Plankton je vrlo nizak te je kompleksan lik.

## Izgled
Plankton je plankton, što mu kaže i njegovo ime. On je tamnozelene boje. Ima jedno crveno oko i jednu gustu crnu obrvu iznad njega. Ima malene ruke i noge te dvije vrlo duge antene. Njegova se veličina jako često mijenja. U jednoj epizodi je rečeno da je visok 2 inča, što bi bilo oko 5 centimetara. U jednoj se epizodi uspio sakriti u sezamovu sjemenku na gornjem pecivu rakburgera. U nekim epizodama, pak, gdje nosi rakburger i bježi preko ulice, vidi se kako je visok koliko je rakburger širok. To je jedna od animatorskih grešaka u seriji.

## Biografija

### Rođenje i djetinjstvo
Šime Josip Plankton rođen je 30. studenog 1942. godine kao jedini sin Mame Plankton i Gordona Planktona. Išao je u 
Posejdonovu osnovnu školu, gdje je bio u razredu s mnogo djece te također - s Eugenom Klještićem koji je rođen istog dana. Klještić i Plankton  brzo su postali prijatelji iako su njihove obitelji u prošlosti uvijek ratovale. Druga djeca ih nisu voljela, a neki su ih i maltretirali (grupa nasilnika predvođena Billyjem), uglavnom zato što je Eugen u to doba bio vrlo siromašan, a Plankton je bio jako pametan, pa su ga smatrali čudnim.

#### Suradnja oko restorana
Jednoga je dana u Bikini Dolini bio veliki karneval, a Klještić i Plankton išli su ga posjetiti. Iznenada se do Klještića dokotrljala mala lipa, a on ju je brzo podigao i pitao Planktona što je to. Plankton mu je odgovorio da je to novac i da time može kupiti stvari. G. Klještić  bio je očaran, s obzirom na to da je uvijek bio siromašan i bez ičega te je tako počela njegova opsesija novcem koja traje još i dandanas.
Nakon toga odlučili su napraviti plan kojim bi zaradili još novaca. U ono doba blizu škole nalazio se popularan restoran s burgerima koji su mnoga djeca jela. Konobar ih je odbio uslužiti jer su jadno izgledali. Plankton i Kliještić zatim su otvorili restoran na smetlištu, što nije bila dobra ideja, no uskoro su dobili prvog gosta, Starog Juru. Uskoro će početi njihov sukob.

#### Svađa Planktona i Klještića
Međutim, taj burger bio je jako lošeg okusa te se Stari Jure otrovao i završio u bolnici. Plankton je spomenuo kako je Stari Jure tako i tako bio star, a Klještić je na to uzvratio da je Stari Jure bio njegov dobar prijatelj. Nakon toga su se oni posvađali, čak i oko formule: Plankton je otrgnuo dio papirića na kojem je pisalo: "i prstohvat splačina".
Nakon toga, Plankton je odlučio napraviti svoje sendviče koristeći memoriju i znanost te je napravio sendvič od splačina koji je Spužva Bob bio prozvao "splačvič" u jednoj epizodi.
Plankton je svoje sendviče odlučio prodavati u školi, a g. Klještić napravio je svoje rakburgere jestivima (tijekom svađe zalupila su se vrata, popadalo je nekoliko začina i oni su učinili rakburgere sjajnima). Planktonovi burgeri pokazali su se odvratnima i bili su lošeg okusa dok su učenici zavoljeli Klještićeve rakburgere te je Klještić postao popularan i bogat (a i danas se bogati na njima u svom restoranu).

### Odrasli Plankton
Plankton je ubrzo postao odrastao. Oženio je Karlu i otvorio restoran Kantu splačina, koji je rijetko kad imao gosta, osim u nekoliko epizoda.

### Danas
Još i danas Plankton je Klještićev neprijatelj i vlasnik Kante splačina. Planktonov je glavni cilj u životu ukrasti tajnu formulu rakburgera i učinit će sve da dođe do nje, na bilo koje, pa i lude načine. Naprimjer, u epizodi Spužva Bob na zadnjoj liniji obrane Plankton je izgradio veliku autocestu koja je prolazila iznad Rakove poslastice samo kako bi Klještićev restoran ostao bez posla te kako bi mu on prodao formulu da dođe do novaca. Međutim, meduze koje su otjerane iz svog prirodnog staništa napale su Planktona i grad te su se građani Bikini Doline ujedinili da unište autocestu.

#### Plankton i Klještić
U epizodi "Glupani i zmajevi" (eng. Dunces and dragons), zli čarobnjak lord Planktonamor napao je kralja Klještića pomoću zmaja meduze želeći preuzeti njegovo kraljevstvo (obitelj Kliještić je u srednjem vijeku vladala Bikini dolinom). Spužva Bob, Patrik, Kalamilko (srednjovjekovna verzija Kalamarka) i srednjovjekovna Luna porazili su Planktonamora, no sukob je ipak ostao. Također, u epizodi "Junak Zapada", kad Spužva Bob postaje šerif u gradu Jednooka Jaruga, kriminalac Jednooki Plankton napada Klještića koji je živio u ono doba (predak Eugena) i vodio Rakovu kantinu.
Vjerojatno su obitelji Klještić i Plankton izgladili svađe i nesporazume jer su se Eugen i Šime u djetinjstvu družili opušteno i bez ikakvih problema.
Ipak, još i danas, g. Klještić i Plankton ponekad si prijateljski pomažu.

#### Kanta splačina
Plankton sam vodi Kantu splačina (ponekad uz Karlinu pomoć), bez ikakvih zaposlenika. Ponekad je čak bio uspješan (kao u epizodi "Prijateljske špilje"), a u epizodi "Spužvikus"  otvorio je gladijatorsku arenu. Hrana u Kanti splačina (iznutrice) jako je loša, pa skoro nitko ne jede tamo. Ipak, pokazalo se da je moguće učiniti splačine ukusnijima.
Jednom je jedan obožavatelj pitao kreatora serije Stephena Hillenburga zašto Plankton ne prodaje računala i znanstvene stvari (što je učinio u epizodi "Makni se il' buš dobil svoje" kako bi zaradio novac i davao po svakom dolar da potpišu peticiju za spas Kante splačina). Hillenburg je rekao da je to zato što Planktonu to nikad nije palo na pamet te jer Plankton ima katastrofalne komunikacijske sposobnosti - on bi vjerojatno ignorirao tu ideju osim ako mu hitno ne bi zatrebao novac ili nešto slično.

#### Plankton u filmovima
U filmu "Spužva Bob Skockani", koji je inače kraj serije ikad, Plankton je odlučio iskoristiti "plan Z". Ukrao je krunu kralja Neptuna i optužio Klještića za to. Klještić je bio smrznut i pripreman za smrtnu kaznu jer se prema zakonu krađa krune ili drugog kraljevskog vlasništva kažnjavala smrću, a Plankton je za to vrijeme ukrao tajnu formulu i napokon počeo prodavati rakburgere. Besplatno je davao kacige, koje su zapravo bile kacige za kontrolu uma, zavladao je gradom kao diktator i preimenovao ga u Planktopolis. Ipak, Spužva Bob i Patrik su ga zaustavili. Eugen je bio oslobođen, a Plankton uhićen zbog svog zla kojeg je napravio i osuđen na zatvor.
U drugom filmu "Spužva izvan vode" Plankton se pridružuje Spužva Bobu i ekipi te postaje dio tima.

## Osobnost
Šime Josip Plankton glavni je negativac u seriji. On je zloban, arogantan, opasan i manipulativan. Spreman je na ama baš sve da se dočepa tajne formule. Plankton uvijek ignorira tuđe ideje i ne libi se čak ni ubiti drugoga (što je pokazao u filmu, pa i u epizodi "Spužvikus" kad je poslao Patrika da se bori protiv lavova u areni). On je i najpametniji stvor u Bikini Dolini, naravno poslije Lune, ali ga ipak Spužva Bob i g. Klještić uspijevaju nadmudrivati.
Ipak, Plankton ponekad pokazuje i svoju dobru stranu. Pomogao je Spužva Bobu, Kalamarku i g. Klještiću da se riješe morskog ježa u epizodi "Fuj, uljez!". U epizodi "Legenda Boo-kini doline"  bio je zarobljen na brodu Letećeg Nizozemca, zlog duha, koji ga je nazvao Spužva Bobovim prijateljem. Ponekad se čak i pravi dobar kako bi došao do formule, kao u epizodi "Novi list".
Plankton većinom igra ulogu negativca, pogotovo u ranijim sezonama. U novijim epizodama Plankton se više pokazuje kao antagonist nego kao superzlikovac, te ga se čak ponekad izjednačava s g. Klještićem.

## Obitelj

### Brak
Plankton ima kompjutersku ženu, Karlu. Ponekad je tretira vrlo loše. Recimo, u epizodi "Makni se il' buš dobil svoje" ju je skoro prodao nekom kupcu, ali ga je ona spriječila. Često je krivi za svoje neuspjehe, te je u epizodi "Karla 2.0." izgradio istoimenu zamjenu za svoju ženu. Na kraju je Karla u dvoboju pobijedila svoju zlu zamjenu te su se ona i Plankton opet pomirili. Također, u jednoj epizodi se pokušao oženiti majkom g. Kliještića, iako je već oženjen, zbog čega ga je Karla pogodila laserom na kraju epizode. U epizodi "Rakova cesta" ga je Karla čak izbacila iz kuće. U drugoj epizodi, pak, se skoro smrznula dok je sudjelovala na natjecanju samo kako bi Plankton napokon ukrao formulu. Naravno, i taj je pokušaj propao, te je Planktona pojeo veliki mekušac.
Ipak, često se vidi da se oni svejedno vole. U epizodi "Planktonova godišnjica" Plankton joj je otpjevao predivnu serenadu koja se zvala O, Karlo moja. Često se može vidjeti da Karla da neki dobar savjet Planktonu da ukrade formulu.
Oni imaju vrlo kompleksan odnos.

### Roditelji, bake i djedovi
Planktonova majka se zove Mama Plankton, a otac Gordon Plankton. Oni se pojavljuju samo u stripovima, ili su usput spomenuti.
Planktonova baka Lili Plankton se, pak, pojavljuje u dvije epizode: "Bakin tajni recept" i "Bakina riječ". U epizodi "Bakin tajni recept" Plankton ukrade njeno zubalo i neke staračke sitnice kako bi se prerušio u Spužva Bobovu baku. Taman kad je htio zgrabiti formulu, Lili ga je uhvatila i za uho odvukla van iz Rakove poslastice. Bila je gruba prema Spužva Bobu.
U epizodi "Bakina riječ", Plankton je slagao svojoj baki da on posjeduje Rakovu poslasticu kako bi baka na njega bila ponosna. G. Kliještić, Kalamarko i Spužva Bob su se pravili da je to sve istina, a jedna od Lilinih želja je bila i da se slika s tajnom formulom. U tom trenutku, kad je Eugen ipak pristao, Lili je pobjegla s propelerom i formulom u svoj starački dom. Tu se Plankton pridružuje ekipi kako bi vratili formulu (vjerojatno samo zato kako bi je on opet mogao pokušavati ukrasti), što je još jedan primjer nešto pozitivnijeg Planktonovog prikaza.
Lili je pobjegla u starački dom te je zamišljala kako će ona vladati svijetom brze hrane i cijela Bikini dolina će joj se klanjati. Ipak, ona je zaspala, te su joj Kliještić i Spužva Bob uzeli formulu. Lili bi se možda mogla opet pojaviti u novijim epizodama.
Lili se oženila za Djeda Planktona, te su oni dobili sinove Gordona i Silasa. Roditelji Mame Plankton te druga Šimina baka i djed se zovu Setmour i Basia.

### Rođaci
Pošto je Šime Josip Plankton mikroskopski organizam, on ima tisuće i tisuće rođaka pod cijelim morem, te ih je sve okupio u epizodi "Planktonova armija". To mu je, inače, preporučila Karla. Plankton je pozvao svoje rođake očekujući da će biti pametni i zlobni, ali su rođaci većinom bili glupi veseljaci. Plankton je ipak došao do formule, no pročitao je lažnu formulu gdje je pisalo da je tajni sastojak za rakburgere plankton! Šime i svi rođaci su pobjegli te se više nikad nisu susreli u seriji.
Neki od rođaka su se pojavljivali u Spužva Bob videoigrama.
Neka od imena koje rođaci imaju su: Clem, Marvin, Rufus, Zeke, Jeke, Billy Bob, Billy Jim, Billy Billy Bo Billy Banana Fana Fo Filly, Doug Plankton, Enis, Rainchild i drugi. Oni su jedini imenovani te imaju pomalo smiješna imena.

### Preci
Plankton je imao puno daljih predaka, ali od njih su poznata dva. Jedan je zli čarobnjak lord Planktonamor, koji je živio u Bikini dolini u vrijeme srednjeg vijeka. Planktonamor je bio suparnik Kralja Kliještića i htio je preuzeti kraljevstvo. Na kraju je oteo princezu Koraljku i zaprijetio da će je ubiti ako Kliještić ne preda kraljevstvo. Spužva Bob i prijatelji su se udružili te su ga pobijedili, a on je poražen. Imao je i ženu, Karlu Kristalnu Kuglu.
Drugi poznati predak Šime Josipa Planktona je Jednooki Plankton, koji se pojavljuje u epizodi "Junak Zapada". On je terorizirao Bikini dolinu, koja se tad zvala Jednooka jaruga i bila je uređena u 'vestern' stilu. Jednookog je porazio šerif Spužva Bil Skockani, te je na kraju Kliještić iz tog doba otvorio restoran gdje su građani mogli za jedan dolar zgaziti Jednookog i tako mu se osvetiti za svo zlo i teror koji je učinio.

## Odnosi

### Eugen H. Kliještić
Šime i Eugen imaju zanimljiv odnos. U djetinjstvu su bili veliki prijatelji, no posvađali su se nakon što je njihovim sendvičima otrovan Stari Jure, te je Eugen sam nastavio posao s rakburgerima, a Plankton mu je htio ukrasti tajnu formulu. U većini epizoda oni su neprijatelji te su uvijek zločesti jedan prema drugome. Plankton uvijek smišlja podle planove za krađu formule, ali ponekad čak i pada kao žrtva Eugenovih planova. Unatoč tome, oni si ponekad pomažu i dobri su si, kao što je slučaj u epizodama "Fuj, uljez!", "Novi list" i druge.

### Karla Plankton
Karla je Planktonova supruga i oni imaju vrlo kompleksan odnos. Često Karla daje Planktonu ideje o krađi tajne formule (npr. u epizodi "Posao iznutra"), ali Plankton ih obično upotrijebi kao da ih je smislio sam. Ponekad Plankton čak napusti Karlu zbog neke druge žene ("Neprijatelj po zakonu", "Karla 2.0"), ili Karla otjera Planktona iz kuće ("Plankton dobiva čizmu", "Rakova cesta"). Ipak, njih dvoje se još uvijek bezuvjetno vole, i to je pokazano puno puta, ponajviše u epizodama koje se fokusiraju na njih kao što je "Planktonova godišnjica".

### Spužva Bob Skockani
Plankton i Spužva Bob također imaju kompleksan odnos. U prvoj epizodi ikad kad se oni susreću i trećoj epizodi serije, Plankton!, Plankton je pokušao iskoristiti kontrolu uma nad Spužva Bobom te ga je natjerao da donese rakburger u Kantu splačina. No, taman kad ga je Spužva Bob morao ubaciti u Planktonov analizator, prokomentirao je nešto o tome kako su rakburgeri ukusni. Plankton se pohlepno bacio prema rakburgeru te je sam pao u analizator, a Karla ga je analizirala i rezultat je pokazao: 1% zao, 99% vrući plinovi. Nakon toga kontrola uma je prestala i Šime je ostao bez formule.
Nakon toga počinju Planktonovi brojni pokušaji u serijalu da ukrade formulu, iako to nije uspio nikad osim u filmu. Puno puta Plankton i Spužva Bob ratuju, recimo u epizodama "Plankton!", "Zaleđene face", te u samom filmu. Ponekad se pak Plankton pravi dobar te se sprijatelji sa Spužva Bobom ("Rakova cesta", "Zabava", "Planktonova godišnjica"), dok Spužva Bob ne otkrije prijevaru te oni opet postanu neprijatelji. Ipak, u nekim epizodama Šime Josip Plankton i Spužva Bob stvarno jesu prijatelji, te se Plankton čak ne pravi u vezi s tim. Neki primjeri toga su epizode kao "Fuj, uljez!", "Legenda Boo-kini doline", "Plankton dobiva čizmu", film "Spužva izvan vode" te drugi. Ponekad se Plankton i Spužva Bob udruže protiv većeg zla, kao u epizodi "Legenda Boo-kini doline".

### Kalamarko Kraković
Plankton i Kalamarko se ne susreću često, uglavnom zato što Planktona ne zanima Kalamarko, a Kalamarka ne zanima tajna formula. Kada se sretnu, uglavnom se ne vole. Kalamarko je bio vrlo ljut na Planktona u epizodi "Zaleđene face" jer se skoro smrznuo zbog njega zajedno sa Spužva Bobom i cijelom ekipom. Šime i Kalamarko su većinom neprijatelji.
Međutim, u epizodi Slatko-kisela lignja to se promijenilo. Kalamarko je bio ljut na g. Kliještića jer je vrijeđao njegovo sviranje klarineta, a Plankton je odlučio iskoristiti njegov bijes. Nije mu se uspio približiti jer bi ga Kalamarko uvijek otjerao, no na kraju mu je Spužva Bob savjetovao da priča s njim o njegovoj glazbi. Nakon toga Plankton se počeo praviti da uživa u Kalamarkovom sviranju klarineta, pljeskao mu je po cijelom gradu i pjevao uz njega, iako je potajno nosio čepiće za uši kako ne bi slušao katastrofalno Kalamarkovo sviranje. Kad ga je pitao o tajnoj formuli, Kalamarko mu je rekao da on radi na blagajni i da ne zna što je u rakburgeru. Iako je u nekoliko epizoda Kalamarko kuhao rakburger (kao u epizodama "Morski tim superzlikovaca" ili "Kompa mjehurić"), moguće je da Kliještić stvarno nije rekao Kalamarku tajnu formulu. Na kraju je Plankton poludio i oteo mu klarinet te pobjegao s njim u ulicu dalje, gdje ga je zaustavila policija te su ga uhitili jer su primili mnogo pritužbi o lošem sviranju, a on je bio jedini koji drži glazbalo. Tako da od tog pokušaja opet nije bilo ništa.

### Patrik Zvijezda
Plankton ima sličan odnos s Patrikom kao s Kalamarkom, ali su možda malo više puta bili prijatelji. U nekim epizodama Plankton je prezirao Patrika jer je glup, a ni Patrik nije volio Planktona jer je znao za njegove pokušaje krađe formule. U jednoj novijoj epizodi, Bez fotografiranja molim, Patrik je vodio nekog čudnog turista u obilazak Bikini doline te mu je rekao da može stati na Planktona jer je zabavno. U epizodi "Došlo je iz Slanog plićaka" se također ljutio na Planktona, ali je dao Spužva Bobu sjajnu ideju. U epizodi "Šalša imbecilikus" Plankton je uzeo Patrikov DNA i pretvorio cijeli grad u glupane, ali Patriku to nije puno značilo jer nije shvaćao o čemu se radi.
Ipak, ponekad su prijatelji. Na primjer, u epizodi "Kuharske igre" Plankton i Kliještić su se natjecali na velikim igrama za roštilj-kuhare. Kako Plankton u Kanti splačina nije imao zaposlenike, iskoristio je sukob Spužva Boba i Patrika te prijavio Patrika kao natjecatelja za Kantu splačina. Patrik i Spužva Bob su više-manje bili izjednačeni, ali kad je krenulo zadnje natjecanje u boksu, potrgale su im se hlače te je izašla istina na vidjelo: Patrik je nosio žute, a Spužva Bob ružičaste. Opet su se pomirili, a Plankton se zajedno s Kliještićem ljutio jer je ostao bez zaposlenika.
Bili su prijatelji i u epizodi "Renoviranje", kad je Patrik pomagao Planktonu renovirati Kantu splačina, ali je Plankton od njega imao više štete nego koristi (recimo, Patrik je napravio prozor od metala te se nije moglo gledati kroz njega). U "Rakovoj cesti" su bili zajedno u bendu dok se nije otkrio pokušaj krađe tajne formule, te je Planktona uhitila policija. U drugom filmu su također bili u istoj ekipi te su surađivali.

### Luna Frnjau
Plankton i Luna se nisu previše viđali tijekom serije, ali jesu u nekoliko epizoda. Njih dvoje su, kad se sretnu, uglavnom neprijatelji. To se najviše vidjelo u epizodi "Netko je u kuhinji s Lunom". U toj epizodi Plankton je ukrao Lunino krzno, prerušio se u nju i otišao u Rakovu poslasticu. Kao Luna je pokušao doznati od Spužva Boba tajnu formulu rakburgera, ali on joj je rekao da se o formuli može razgovarati samo s g. Kliještićem. Plankton je tad ukrao formulu i pokušao pobjeći, ali pojavila se prava Luna, naravno, bez krzna. Luna je pobijedila Planktona i zatočila ga u staklenci, no kad je došla policija, umjesto toga je uhitila nju zbog golotinje na javnom mjestu a Plankton se uspio izvući. Luna se jako naljutila na njega.
Također su bili neprijatelji u epizodi "Došlo je iz Slanog plićaka". Tad je Plankton pokušao iskoristiti veliki ljigavi mjehurić da ucijeni Bikini dolinu i dođe do formule, a Luna, Spužva Bob i Patrik su ga pokušali pobijediti. Ipak, Plankton je probušio mjehurić, ali u formuli je bio dinamit te je letjelica eksplodirala, a Šime je pao u Kantu splačina. Kliještić je pak zaradio na svemu. U epizodi "Šalša imbecilikus" Luna je nehotice dala Planktonu ideju za zli plan, no na kraju je cijeli grad postao glup, te su se Luna i Karla ujedinile kako bi obrazovale građane. Plankton je jedini koji nije htio učiti, nego je prijetio Eugenu.
Ipak, dva puta su imali pozitivnije odnose. U epizodi "Savršena kemija" Plankton se prvo prebacio u plinovito stanje i došao do sefa s tajnom formulom, ali je g. Kliještić osjetio smrad i otpuhao ga je ventilatorom. Plankton i Luna su shvatili da ih povezuje znanost te su se ujedinili. Plankton je pomagao Luni popraviti transporter, no on je zapravo htio povezati transporter sa svojom napravom i teleportirati sebe u sef s tajnom formulom. Spužva Bob im je bio "pokusni majmun". Na kraju je Plankton zarobio Lunu i Spužva Boba te pobjegao preko transportera, no Luna je oslobodila sebe i Spužva Boba, te mu otkrila da je znala da Plankton planira nešto zlobno. Plankton je, pak, završio zarobljen u boci u kojoj je inače bila tajna formula.
Također, u epizodi "Imitacijsko ludilo" njih dvoje su igrali šah, te su se ujedinili da pomognu Spužva Bobu koji je imitirao svih i sve te se nije mogao vratiti u svoje normalno stanje.

### Koraljka Kliještić
Plankton i Koraljka se nisu često susretali. U jednoj, inače vrlo kontroverznoj epizodi Plankton na pladnju pokazano je kako se Plankton smrtno boji Koraljke, jer je jedan kit pojeo neke njegove pretke i rođake. Kad je to saznao, g. Kliještić se preoblačio u Koraljku da preplaši Planktona. Karla je mislila da Plankton ludi, ali on je bio u pravu. Planktonu je bilo dosta svega i skoro se pokušao ubiti, no Spužva Bob mu je onda rekao da g. Kliještić ima tajni strah - klaunove (što je bila laž). Plankton je zarobio g. Kliještića i Spužva Boba te doveo nekog klauna. Spužva Bob je onda hologramom stvorio kitove pred Rakovom poslasticom te je Plankton u strahu pobjegao kroz kanalizaciju. Otkrilo se i da Koraljka ne voli jesti planktone, nego jela poput salate.
Ipak, u epizodama poput "Kod drugoga je uvijek bolje" ili "Oženjen za pare", Plankton se susreće s Koraljkom bez ikakvih problema ili strahova. To može značiti da je on pobijedio svoj strah pa su se te epizode dogodile poslije, ili su se dogodile prije, a u međuvremenu je kit pojeo neke Planktonove pretke. Također, u epizodi "Bijeg iz zatvora" Plankton se ne boji plavog kita koji mu je prijatelj u zatvorskoj ćeliji.

### Slavko
Plankton i Slavko se također ne susreću često, ali kad god se susretnu, uvijek su neprijatelji. U jednoj epizodi Plankton je čak glumio da je Slavko kako bi ukrao formulu, no pravi Slavko ga je presreo. U drugoj epizodi, "Invazija ananas", njihov odnos ima važniju ulogu. Naime, nakon što je Plankton po tko zna koji put pokušao ukrasti tajnu formulu rakburgera, g. Kliještić ju je povjerio Spužva Bobu na čuvanje. Dok je Slavko bio sam, Plankton se prerušavao kako bi ušao u ananas, ali ga je Slavko preduhitrio. Na kraju je Plankton ušao u Slavkov oklop, a on ga je htio istjerati očima te ga je tjerao da panično bježi. Plankton je na kraju zbog unutarnjih plinova počeo halucinirati da ima formulu, a imao je ustvari samo Spužva Bobov dućan za kupnju kojeg je Slavko pojeo. Nakon toga više se nisu susretali.

## Planktonovi zločini
Osim pokušaja krađe tajne formule rakburgera, Plankton je počinio još mnogo zločina:
- Porobio građane Bikini doline - u prvom filmu o Spužva Bobu, Plankton je pomoću kaciga za kontrolu uma porobio sve građane i osnovao Planktopolis kojim je diktatorski vladao.
- Porobio stanovnike špilja - u epizodi "Prijateljske špilje", kako bi mu bili radnici u novom podzemnom restoranu.[40]
- Krađa kraljevskog vlasništva - ukrao krunu kralja Neptuna (1. film).
- Lažna optužba - optužio g. Kliještića za zločin kako bi ga Neptun pogubio (1. film).
- Slanje plaćenika - poslao ga da ubije Spužva Boba i Patrika. (1. film).
- Okrutnost nad životinjama - kad je postao diktator i vladar Planktopolisa, tjerao je Slavka da vuče neki kamen težak nekoliko tona. (1. film).
- Skoro ubio Patrika - poslao ga da se bori protiv lavova u epizodi "Spužvikus" kad je izgradio gladijatorsku arenu, samo kako bi se drugi mogli zabavljati (mama g. Kliještića je posebno uživala).
- Krađa vrijedne umjetnine - u epizodi "Fijasko" ukrao je sliku slavnog slikara Fijaska misleći da su to ostatci rakburgera.
- Lažno svjedočenje - u epizodi "Kliještić protiv Planktona" lažno svjedočio na sudu pod zakletvom - rekao da nije htio ukrasti tajnu formulu, nego pozdraviti 'starog prijatelja' Eugena.
- Trovanje gostiju splačinama - mnogo puta ("Spužvikus", "U kanticu po slasticu"...)
- Krađa identiteta - više puta, kako bi došao do formule ("Netko je u kuhinji s Lunom", "Prevara sa školjkom", "Lažni gospodin Kliještić", "Bakin tajni recept"...)
- Krađa Luninog krzna - u epizodi "Netko je u kuhinji s Lunom".
- Razne krađe - jako puno puta.
- Trovanje starog Jure - u epizodi "Prijatelj ili protivnik" on i Eugen su otrovali Starog Juru pokvarenim burgerima, te su se i posvađali nakon toga (početak njihovog suparništva).
- Psihičko uništavanje g. Kliještića - u epizodi "U kanticu po slasticu", napravio je poseban uređaj kako bi g. Kliještić mogao čuti kad god Plankton nešto proda (a Kanta splačina u to doba je bila puna), što je Eugena dovelo do ludila.
- Prijevara i lažno predstavljanje - u epizodi "Prevara sa školjkom", prevario je Slavka da ode na pužje odmaralište i za to vrijeme ga je glumio pred Spužva Bobom da dođe do rakburgera.
- Osnivanje rock banda da ukrade formulu - u epizodi "Rakova cesta", ali kad su došli na probu u Rakovu poslasticu, Spužva Bob je uhvatio Planktona u pokušaju bijega te ga je uhapsila policija.
- Bijeg iz zatvora - u epizodama "Rakova cesta" i "Bijeg iz zatvora". Također, neki zločin ga je doveo u zatvor u tim epizodama. Možda je to novi pokušaj krađe tajne formule, a možda i nešto drugo.
- Mučenje (vjerojatno) - u epizodi "Kalamarkov bend".
- Bigamija (umalo) - u epizodi "Enemy In-Law" je pokušao oženiti Kliještićevu majku iako je već bio oženjen za Karlu. Također je napravio i drugu kompjutersku ženu u epizodi "Karla 2.0", ali ju je prava Karla porazila.
- Sudjelovanje u zločinu - u epizodi "Bijeg iz zatvora" je otkriveno da su njegove splačine služile pljačkašima (tada zatvorenicima) za prerušavanje ili izbacivanje otrovnih plinova, što im je služilo kao pomoć u pljački.
- Pokušao prodati Karlu - u epizodi "Makni se il' buš dobil svoje", ali ga je Karla na vrijeme spriječila.

Moguće je da je počinio još neke zločine.

## Videoigre
Šime Josip Plankton često ima uloge u videoigrama, koje su ponekad sitne, a ponekad krupnije, ali najveću ulogu ima u igrici "Bitka za Bikini dolinu". U toj igrici Plankton je izradio posebnog robota te pustio neke druge robote, uvjerivši Spužva Boba i Patrika da ih poraze dok on popravi svog robota.

## Izumi
Plankton je jako pametan i zli je znanstvenik, te je izumio mnoštvo stvari tijekom serije. Evo nekih od njih:
- Hipnopod - hipnotizira meduze da budu robovi; samo u igrici Plankton's Pernicious plot.
- Kacige za kontrolu uma - kontroliraju um ribama i pretvaraju ih u Planktonove robove; viđeno u prvom filmu.
- Šampon za kontrolu uma - šampon koji, kad se nanese, može kontrolirati tuđi um; Plankton ga je isprobao na Čovjeku sireni i Dječaku školjki kao dio svojih zlih planova u epizodi "Čovjek sirena protiv Spužva Boba".
- Vremeplov - kojeg su Spužva Bob i Plankton zajedno izgradili u filmu "Spužva izvan vode".[42]
- Robot Kliještić - robot kojeg je Plankton izgradio i koji liči na g. Kliještića. Korišten je u epizodi "Lažni gospodin Kliještić", gdje je Plankton bio unutar Robota Kliještića i pokušavao je doznati tajnu formulu od Spužva Boba. Kad se pojavio pravi Eugen, Spužva Bob ga je otjerao misleći da je robot, ali nije Planktonu rekao formulu, nego je slučajno ubacio lipu u dio na robotu gdje je pisalo "samouništenje". Zli plan je otkriven i Plankton je ponovo poražen.[43] Također, robot je kratko viđen u epizodama "Novi list" i "Prijatelji špijuni".
- Stroj za zamjenu života - jako napredan stroj koji je izgradio Plankton i koristio u epizodi "Kod drugoga je uvijek bolje". Tom prilikom Planktonu je bilo dosta njegovog jadnog života te je zamijenio svoj život s g. Kliještićem. Tada je Plankton vidio kako ni Eugenov život nije dobar: Spužva Bob ga gnjavi, Kalamarko ništa ne radi, Koraljka samo traži novce, kupci su arogantni... a Eugen je pak sad postao goli rak koji želi ukrasti formulu. Na kraju epizode Plankton i Kliještić su opet zamijenili svoje živote.[44]
- Karla 2.0 - nova računalna žena u istoimenoj epizodi, koju je prava Karla porazila.
- Razni kompjuteri - viđeni u epizodi "Preopterećenje", izrađeni s idejom da pomognu u krađi tajne formule. Jedan "kompjuter" je bio fen na maloj kući s vjetrenjačom, drugi galon pun vode s nožicama kao kod pauka, a treći toster s nogama. Ipak, u toj epizodi kabel nije bio predug, pa baš kad je Plankton htio uništiti Rakovu poslasticu da napokon dođe do tajne formule, kabel je izašao iz utičnice koja je bila u Kanti splačina te je Planktonov plan propao. Na kraju su se Plankton i Karla opet pomirili, a ti kompjuteri više nikad nisu viđeni u seriji.[45]
- Uređaj za kontrolu uma - još jedan Planktonov način da kontrolira tuđe mozgove, viđen u epizodi "Plankton!" gdje je ostvario kontrolu uma nad Spužva Bobom u planu da donese rakburger i da ga on analizira, što je neslavno propalo.
- Karla sama - Karla je Planktonova računalna žena. Nju je izgradio Plankton još dok je bio u školi zajedno s Kliještićem. Karla je bila Planktonov i Kliještićev sigurnosni sustav kad su izgradili svoj prvi restoran na smetlištu s burgerima koji su otrovali Starog Juru. Kad je odrastao, Plankton je unaprijedio Karlu te su se vjenčali.[19] Ona može sama misliti te može analizirati stvari, kao u epizodi "Plankton!". U prvim sezonama ona je bila nepokretna i bila je veliki kompjuter na zidu u Planktonovom laboratoriju, ali u kasnijim sezonama se pokazalo da je ona mobilna te se može kretati. Također, u epizodi "Kod drugoga je uvijek bolje" vidjelo se da može raditi hologramsku hranu, koja se može vidjeti, ali ne i jesti.

Čak je jednom uspjela i ukrasti rakburger te ga je htjela analizirati na dan godišnjice braka. Plankton joj je otpjevao prekrasnu serenadu, a ona je počela prenositi tajnu formulu da bi je mogla analizirati, ali malo prije kraja je počela plakati od sreće zbog Planktonove predivne pjesme te je eksplodirala. Općenito se Karla čini smirenija i uspješnija, te možda nije pametnija od Planktona, ali je hladnije glave i smirena.
- Duplicatotron 3000 - u videoigri "Bitka za Bikini dolinu", kao dio plana da napokon dođe do tajne formule.
- Smrtonosni robot - robot kojeg je izgradio Plankton. Čak ima i žuto oko s crvenom zjenicom kao i Plankton. Pojavljuje se u samo jednoj epizodi, kad je u Rakovu poslasticu došao morski jež. Robot ima supersnagu i malj kojim može udarati objekte. Može ga se namjestiti da lovi tri stvari: morskog konja, raka (poput g. Kliještića) i morskog ježa. Pokušavao je uloviti tog ježa, ali nije uspio, te je napao blagajnu. Kliještić je brzo ustao protiv robota da zaštiti svoj novac. Uzeo je Kliještiću oklop i kliješta, a kad mu ih je vratio, Kliještić mu je uzeo malj i uništio ga za osvetu. Tako je završio robot i više se nije pojavio, a ježevi su uhvaćeni kad je Kalamarko snizio temperaturu u kuhinji.[4]
- Meštar od cvrčenja - viđena u epizodi "Zla špahtlica". U toj epizodi Plankton je razbio Spužva Bobovu špahtlicu kako bi mu zatrebala nova. Kad ju je on pošao kupiti u dućan špahtlica, Plankton ga je preduhitrio i pokazao mu svoju zbirku špahtlica u Kanti splačina. Dao mu je Meštra od cvrčenja, a Spužva Bob ga je uzeo, ne znajući da je to novi podli plan. Zla špahtlica je mogla misliti, letjeti i govoriti, peći više rakburgera odjednom te sama pripremati priloge (sir, salata, rajčica) za rakburgere. Imala je i mikrofon kako bi Plankton mogao čuti što se događa. Meštar je namjerno spalio sva mesa za burgere i zamolio Spužva Boba tajnu formulu kako bi napravio još. Međutim, u zadnji čas ih je zaustavio g. Kliještić i dao Planktonu lažnu formulu u kojoj se nalazi i disulfid, eksplozivna kemikalija. Zbog toga je Planktonov restoran eksplodirao, a on opet nije uspio doznati tajnu formulu.[47]
- Školjkopač - stroj koji je održavao veliki mjehurić u epizodi "Došlo je iz Slanog plićaka", te kojim je Plankton upravljao s ciljem da dođe do formule rakburgera.
- Stroj koji uzima boje - može uzeti sve boje iz objekta i ostaviti ga bezbojnog, u kratkoj epizodi Plankton's Color Nullifier.
- Planktonov analizator - može analizirati rakburger koristeći samo jednu molekulu, viđen u epizodi "Plankton dobiva čizmu". Ipak, u toj epizodi je fokus na Planktonu koji želi opet osvojiti Karlu, pa analizator nema veliku ulogu.

Bilo ih je još puno tijekom serije.

## Strahovi
U epizodi "Plankton na pladnju", jasno se vidjelo da se Plankton boji kitova. To se može objasniti jer kitovi u stvarnosti jedu planktone, a i jedan kit je pojeo Šimine pretke, što se vidjelo u toj epizodi. Ipak, nije se bojao kitova u epizodama poput "Bijeg iz zatvora" ili "Oženjen za pare". Također, boji se da nikad neće dobiti formulu, vjerojatno jer su mu planovi propali toliko puno puta.

## Planovi
Kako bi ukrao tajnu formulu rakburgera i poslovno uništio Rakovu poslasticu, Plankton ima mnoge planove za to. Njegovi planovi često uključuju prerušavanja ("Netko je s Lunom u kuhinji", "Bakin tajni recept", "Prevara sa školjkom", "Lažni gospodin Kliještić"), napade na Rakovu poslasticu i prijetnje ("Planktonova armija", "Bijeg iz zatvora", "Došlo je iz Slanog plićaka" itd.), te glumljenja da se popravio ("Novi list", "Slatko-kisela lignja", "Zabava", "Zla špahtlica", kontrolu uma ("Plankton!", Spužva Bob film, "Čovjek sirena protiv Spužva Boba") te mnoge druge stvari. U većini slučajeva njegovi planovi imaju za cilj ukrasti tajnu formulu rakburgera, ali ponekad imaju i druge ciljeve (npr., u epizodi Walking Small želi otjerati sve ljude iz Slanog plićaka da izgradi Mega kanticu). Planova je tijekom serije bilo jako puno i svi su propali, dok onaj u prvom filmu nije. Također, i na početku drugog filma Plankton pokušava ukrasti formulu. I u novim epizodama nastaju novi planovi.

## Citati
Plankton tijekom serije ima puno mnogobrojnih zanimljivih citata koje je izrekao. Valja znati da on priča na dalmatinskom narječju u hrvatskim verzijama serije.
- Iša' san na fakultet! (eng. I went to college!!!") - Planktonov najslavniji citat koji se često ponavlja tijekom serije, počevši od prve epizode u kojoj se Šime ikad pojavio, "Plankton!".
- Oh, molin vas. Ja morem prouzrokovat više štete od ovog - u epizodi "Tentacle-Vision", gdje ulazi u Kalamarkovu TV emisiju i puca u svih laserskom zrakom.
- Znaš, Karla, ponekad se pitan jesi l' ti tu da mi pomogneš vodit' Prijateljsku kanticu ili da se zbog tebe osićan dva palca visok - u epizodi "Preopterećenje". Valja napomenuti da je Plankton stvarno visok dva inča/palca, te da u nekim epizodama Kantu splačina nazivaju i "Prijateljskom kanticom".
- Ne mogu ići na svitlo... kit bi me moga' vidit - epizoda "Plankton na pladnju".
- Izgleda ka obična lipa... jer i JE obična lipa - epizoda "Lažni gospodin Kliještić".
- Neko bi te treba strpat u kutiju i poslat niz rijeku, bako - epizoda "20,000 rakburgera ispod mora".
- Tako san sritan da bi moga' puknut... ili raspuknut ovi mjehurić - epizoda "Došlo je iz Slanog plićaka"
- To nije ljubav, zar ne? Jer znaš da mrzin tu stvar - epizoda "Planktonovo dobro oko".
- Pa, volimo duge šetnje plažom... i pričati o svojin snovima... kako ćemo zavladat Bikini dolinom i postat gospodari svih stvorenja, i zgazit ćemo naše neprijatelje, e - epizoda "Planktonova godišnjica".
- Zašto si ti tako opsjednut mojim unutarnjim organima? - epizoda "Planktonova godišnjica", nakon što je Spužva Bob ponovio kako pjesma mora doći iz Planktonovog srca ako želi da se svidi Karli.
- Dva oka, 'a? Mislin da znan jednog plačljivca koji odgovara opisu - epizoda "Planktonovo dobro oko". Plankton je govorio o Spužva Bobu.
- Znaš, draga moja spužvo... briga me i ne zanima me - epizoda "Spužva Bob na zadnjoj liniji obrane.
- E, to samo ja znan... a ti moreš zaškoljkat! - epizoda "Došlo je iz Slanog plićaka". Plankton se obraćao Luni.
- Ali kad dodan Patrikov DNA u ovo, to će postat Šalša imbecilikus! - epizoda "Šalša imbecilikus".
- Da, Spužva Bob! Pomažuć' meni, osudija si Rakovu poslasticu na propast - epizoda "Planktonova godišnjica".
- Platit ćeš za ovo, Kliještiću - u više epizoda.
- Jednog dana... - u više epizoda.
- Da! Tajna formula rakburgera je napokon moja! - više puta, prije nego što su Kliještić i Spužva Bob uspjeli uzeti formulu natrag.
- Ako toliko voliš novac, zašto se ne oženiš njime? - epizoda "Oženjen za pare".
- Pobido, tvoje ime je Plankton (eng. Victory, thy name is Plankton!) - slavni citat iz epizode "Planktonova armija".

## Zanimljivosti
- U epizodi "Došlo je iz Slanog plićaka", Luna je nazvala Planktona 'malom bakterijom'.
- U izbrisanoj sceni epizode "Lunina raketa" iz prve sezone, Spužva Bob i Patrik su uhvatili Planktona kako pokušava provaliti u Rakovu poslasticu da ukrade formulu. Ipak, u knjizi baziranoj na toj epizodi ta scena je ipak dodana u radnju.[48]
- U mnogo epizoda se ponavlja šala u kojoj neka osoba zgazi Planktona, slučajno ili namjerno. Također se ponavlja scena u kojoj ga Kliještić baci i on odleti do Kante splačina. Često se može čuti i njegov citat "Iša' san na fakultet!".
- U epizodi "Planktonova godišnjica" je otkrivena velika tajna: Planktonova koža zapravo nije tamnozelene boje! Na početku epizode Plankton dolazi kući, umoran i prljav, pošto opet nije došao do tajne formule. Karla ga pere i kupa, te mu skine tamnozeleno odijelo, i vidi se da je njegova koža zapravo ružičaste boje. Također se može vidjeti više zelenih odijela koje Šime ima.[46]
- Plankton i g. Kliještić su rođeni na točno isti datum, i u istoj bolnici istog grada. Datum njihovog rođenja je 30. studenog 1942., što bi značilo da danas imaju 76 godina.[19]
- Plankton se pojavljuje na logu ''United Plankton Pictures'', koji se obično pojavljuje na kraju epizode gdje se pokazuju glumci, redatelji i ostali suradnici.
- Unatoč svim Planktonovim zlim planovima, njega je policija Bikini doline uhitila samo pet puta! To se događalo u epizodama "Rakova cesta", "Fijasko", "Slatko-kisela lignja", "Bijeg iz zatvora", te u prvom filmu. Uhićen je i u epizodi "Goo goo plin", ali su mu lisice bile velike pa je lako uspio pobjeći.
- Stephen Hillenburg je rekao da je, prema kronološkom rasporedu, prvi film o Spužva Bobu ujedno i zadnji. Međutim, u filmu Plankton spominje kako nikad nije imao gosta. Ali, može se vidjeti kako je u nekim epizodama kao "Prijateljske špilje", "Bogatstvo i slava", "Planktonov stalni gost" i još neke, ipak imao barem jednog ili više gostiju. To se uzima kao nelogičnost.
- Plankton se boji kitova u epizodi "Plankton na pladnju", ali ne u epizodama kao "Oženjen za pare" i "Bijeg iz zatvora".
- Prema teoriji o sedam smrtnih grijeha, prema kojoj su glavni likovi rađeni po uzoru na sedam smrtnih grijeha, Plankton predstavlja zavist jer zavidi g. Kliještiću i želi biti bolji od njega.
- Od svih članova obitelji Plankton, Šime je najpametniji i najopakiji, jer se u epizodi "Planktonova armija" jasno vidi kako su ostali članovi, kao Clem, Rufus i Billy Jim vrlo glupi veseljaci, umjesto pametnih zlikovaca. Plankton je čak prokomentirao kako je "možda predugo bio daleko od njih".
- U epizodi "Truth or Square", spomenuto je kako je Plankton pokušao ukrasti formulu 1,003 puta.
- Njegovo ime je vrlo zanimljivo. U engleskoj verziji, njegovo ime Sheldon se otkriva još u epizodi Planktonova armija. Međutim, njegovo srednje ime, James, se otkriva tek u devetoj sezoni, u epizodi "Bijeg iz zatvora". U prijevodu na hrvatski su razni prevoditelji uzimali razna imena. Recimo, RTL ga je preveo kao "Ljudevit J. Plankton", dok je na Comedy Centralu poznat kao "Strahimir". Ipak, pošto je u Nickelodeonovoj hrvatskoj verziji imenovan kao Šime Josip Plankton, to se uzima kao jedino relevantno.
- Također, ime njegovog restorana se isto mijenja. U engleskom originalu, restoran mu se zove "Chum Bucket". Na hrvatskom, u verziji Nickelodeona, obično se imenuje kao "Kanta splačina", ali se ponekad prevodi i kao "Prijateljska kantica". Na Comedy Centralu, pak, se prevodi kao "Kanta s kašom".
- Pošto je visok dva inča ili pet centimetara, Plankton je skoro kao div u odnosu na svoju vrstu. To su animatori morali napraviti da bude vidljiv na ekranima. Također, negdje se spominje da je Spužva Bob visok četiri inča, pa bi Plankton morao biti upola niži od njega. Međutim, to nije tako, nego Spužva Bob može držati Planktona u svojoj ruci bez problema. A osim toga, i Šimina veličina varira od epizode do epizode.
- Plankton je najmanji od svih glavnih likova, te je najmanje živo biće uopće u Bikini dolini, osim možda morskog ježa iz epizode "Fuj, uljez!" ili nekih još sitnijih organizama koji nisu poznati u seriji.
- U epizodi "Plankton!", kao šala je spomenuto da on ima realističnog labradora na TV-u (u engleskoj verziji lab, te se labrador zamijenio s njegovim laboratorijem.
- U kasnijim epizodama, Plankton je u odnosu na Spužva Boba veći, ili je njegova ruka manja. To se može vidjeti ako se usporedi epizodu "Plankton!" s epizodama poput "Planktonova godišnjica".
- Također, u epizodama "Glavni odvod" i "Slatko-kisela lignja" Plankton je puno veći nego inače.
- On i g. Kliještić su jedini koji su ikad bili prijatelji neko vrijeme u njihovim obiteljima; njihovi preci su uvijek bili neprijatelji (kao Planktonamor i Kralj Kliještić, ili Jednooki Plankton i Kliještić iz tog doba).
- U nekim epizodama u kasnijem dijelu 4. sezone i u ranijem dijelu 5. sezone, unutrašnjost njegovih usta je ljubičasta. Animatori su to popravili u kasnijim epizodama 5. sezone i vratili na crvenu boju.
- U epizodi "Zla špahtlica" može se vidjeti da Plankton ima prostoriju punu špahtlica u Kanti splačina. Ipak, vjerojatno je napravio tu prostoriju samo da zavara Spužva Boba.
- Plankton ima zle izume kao suprotnost Kliještićevoj špijunskoj tehnologiji (koja se javlja u nekim epizodama kad Plankton pokuša ukrasti rakburger iz Rakove poslastice).
- U epizodi "Slatko-kisela lignja" se može vidjeti da Plankton ima uši.
- Prvi film pokazuje Šimu Josipa Planktona u najgorem mogućem svjetlu; Plankton je tu stvarno bezdušni superzlikovac koji želi samo moć. Plankton je tu ukrao kraljevsko vlasništvo, optužio Kliještića i pustio da ga ubiju (umjesto toga je bio smrznut), porobio građane Bikini doline, zavladao kao diktator i, na koncu konca, poslao plaćenika da ubije Spužva Boba i Patrika.
- U epizodama "Kod drugoga je uvijek bolje" i "Prijatelji špijuni", Plankton je iskusio život g. Kliještića i otkrio da je gori nego njegov. Evo nekih razloga kojeg je Plankton shvatio u prvoj od ove dvije epizode: Spužva Bob ga stalno gnjavi i uzrujava se za sitne greške poput davanja velikog pića kupcu ako on naruči srednje; lijeni zaposlenik Kalamarko mrzi Spužva Boba i ne želi ga gledati pa ga je Plankton stavio za roštilj, a kasnije se kupac požalio da su njegovi burgeri odvratni; Koraljka se ljutila jer joj džeparac nije bio viši od jednog dolara; kupci su uvijek bili arogantni i ništa im se nije sviđalo; i, na koncu, goli Kliještić koji pokušava ukrasti tajnu formulu rakburgera. Na kraju je Plankton rekao da "jednostavno nije vrijedno" i vratio se u svoj život, koji je ipak bolji od Eugenovog.[49]
- U svim Planktonovim pojavljivama u 5. sezoni on igra glavnu ulogu, osim u epizodi "Stanko S. Skockani" kad se pojavljuje samo na kraju epizode.
- Plankton je naučio o timskom radu u drugom filmu "Spužva izvan vode".
- Plankton voli svog ljubimca, amebu Flekicu, što se vidi u epizodama gdje se ona pojavljuje, kao "Planktonov ljubimac", gdje se prvi put pojavila, te "Povratak Flekice".
- U prvoj epizodi ikad u kojoj se pojavio Plankton, upao je u analizator koji je pokazao ovakav rezultat: 1% zao, 99% vrući plinovi. Ta analiza je postala vrlo popularna na Internetu.
- U epizodi "Slavkova nova igračka" vidi se da je Planktonov telefonski broj 1-800-328-2486 ili 1-800-EAT-CHUM. Inače, izraz "eat chum" na engleskom jeziku znači "jedi splačine", koje se mogu naći u Planktonovom restoranu, Kanti splačina.
- Plankton je prvi lik koji se pojavio u epizodi koja se zvala po njemu ("Plankton!").
- Plankton je posljednji glavni lik koji se pojavio (Spužva Bob, Patrik, Kalamarko, Luna, g. Kliještić i Slavko su se već pojavili prije u seriji).
- U epizodi "Invazija ananas" doznajemo da Plankton ne voli okus ananasa.
- Plankton je jedini lik koji nema svoj službeni Twitter račun, ali ima Facebook račun.
- Glumac koji daje glas Planktonu u engleskoj verziji je Mr. Lawrence, koji se zapravo zove Doug. No, glumci koji daju glasove Karli i Spužva Bobu su Jill Talley i Tom Kenny, koji su vjenčani u stvarnom životu! Također, Mr. Lawrence daje glasove i drugim likovima kao što je, recimo, jastog Lovro.

## Pojavljivanja

### Epizode

#### Sezona 1
- "Plankton!" (3b) - glavna uloga
- "Sudar kultura" (10a) - sporedna uloga
- "Zabava" (10b) - glavna uloga
- "Vrijeme spavanja" (15a) - sporedna uloga
- "Valentinovo" (16a) - nakratko se pojavio (cameo).
- "Walking Small" (18b) - glavna uloga

#### Sezona 2
- "Lažni gospodin Kliještić" (24a) - glavna uloga
- "Zločinci" (27b) - spomenut
- "Božić tko?" (28) - cameo
- "Dobrodošli u Kantu splačina" (34a) - glavna uloga
- "Kalamarkov bend" (35b) - sporedna uloga
- "Kuharske igre" (39a) - glavna uloga

#### Sezona 3
- "Kod drugoga je uvijek bolje" (41a) - glavna uloga
- "Čovjek sirena i Dječak školjka IV" (45a) - cameo
- "Grudanje" (46a) - cameo
- "Video za obuku u Rakovoj poslastici" (50b) - sporedna uloga
- "Dobrodošli na tulum kod Spužva Boba" (51) - sporedna uloga
- "Planktonova armija" (58b) - glavna uloga
- "Leteći Spužva Bob" (59) - cameo
- "Spužva Bob susreće stranca" (60a) - cameo

#### Sezona 4
- "Strah od rakburgera" (61a) - glavna uloga
- "Kliještić protiv Planktona" (62b) - glavna uloga
- "Enemy In-Law" (67a) - glavna uloga
- "Čovjek sirena i Dječak školjka VI: Film" (67b) - sporedna uloga
- "Pametni Patrik"' (68a) - cameo
- "Bunar želja" (72b) - sporedna uloga
- "Novi list" (73a) - glavna uloga
- "Najbolji neprijatelji" (78b) - glavna uloga

#### Sezona 5
- "Prijatelj ili protivnik" (81) - glavna uloga
- "Prijatelji špijuni" (84a) - glavna uloga
- "Kliještićeva temperatura" (85b) - glavna uloga
- "Renoviranje" (86b) - glavna uloga
- "Goo goo plin" (91a) - glavna uloga
- "Atlantida Skockantida" (92) - glavna uloga
- "Čovjek sirena protiv Spužva Boba" (94b) - glavna uloga
- "20,000 rakburgera ispod mora" (97a) - glavna uloga
- "Zabranjeni u Bikini dolini" (100a) - glavna uloga
- "Stanko S. Skockani" (100b) - sporedna uloga

#### Sezona 6
- "Rakova cesta" (101b) - glavna uloga
- "Spužvikus" (103a) - glavna uloga
- "Rakburger ludorija" (108a) - sporedna uloga
- "Planktonov stalni gost" (108b) - glavna uloga
- "Rakova kronika" (109b) - sporedna uloga
- "Preopterećenje" (118b) - glavna uloga
- "U kanticu po slasticu" (122a) - glavna uloga
- "Planktonova godišnjica" (122b) - glavna uloga
- "Truth or Square" (123-124) - glavna uloga
- "Prijateljske špilje" (125b) - glavna uloga

#### Sezona 7
- "Kalamarko-vizija" (127a) - sporedna uloga
- "Netko je s Lunom u kuhinji" (129a) - glavna uloga
- "Posao iznutra" (129b) - glavna uloga
- "Masna nadmetanja" (130a) - glavna uloga
- "Spužva Bob na zadnjoj liniji obrane" (134) - glavna uloga
- "Plankton na pladnju" (137a) - glavna uloga
- "Predstava" (138a) - cameo
- "Čari rodea" (138b) - sporedna uloga
- "Bakin tajni recept" (139a) - glavna uloga
- "Dobrodošli u Trokut Bikini doline" (140b) - sporedna uloga
- "Glavni odvod" (141a) - sporedna uloga
- "Velika rakburger ludorija" (143) - glavna uloga
- "Osjećaj tonjenja" (144a) - cameo
- "Zakopani u vremenu" (145a) - glavna uloga
- "Prevara sa školjkom" (147b) - glavna uloga
- "Savršena kemija" (152b) - glavna uloga

#### Sezona 8
- "Drugi rakburger" (153b) - glavna uloga
- "Auto-restoran" (154a) - sporedna uloga
- "Zaleđene face" (156) - glavna uloga
- "Kalamarkova škola za odrasle" (157a) - cameo
- "Slatko-kisela lignja" (158a) - glavna uloga
- "Odmor obitelji Skockani" (159) - cameo
- "Šetnja s Planktonom" (160b) - glavna uloga
- "Planktonovo dobro oko" (163b) - glavna uloga
- "Rakburger koji je pojeo Bikini dolinu" (167a) - sporedna uloga
- "Fijasko!" (168b) - glavna uloga
- "Besplatni uzorci" (170a) - glavna uloga
- "Karla 2.0" (171a) - glavna uloga
- "Za ovdje ili za van" (174b) - glavna uloga
- "Spužva Bobov Božić" (175) - glavna uloga
- "Tim morskih superzlikovaca" (176a) - glavna uloga
- "Prijateljski paprikaš" (176b) - glavna uloga
- "Tko još nije čuo za Rakovu poslasticu?" (177a) - cameo
- "Makni se il' buš dobil svoje" (177b) - glavna uloga
- "Zdravo Bikini dolino" (178) - cameo

#### Sezona 9
- "Vjeveričji rekord" (179b) - sporedna uloga
- "Fuj, uljez!" (183a) - glavna uloga
- "Bijeg iz zatvora" (184a) - glavna uloga
- "Zla špahtlica" (184b) - glavna uloga
- "Došlo je iz Slanog plićaka" (185) - glavna uloga
- "Planktonov ljubimac" (186b) - glavna uloga
- "Piknik za firmu" (192a) - glavna uloga
- "Oženjen za pare" (196b) - glavna uloga
- "KopiBob Skenirani" (198b) - glavna uloga
- "Slava i bogatstvo" (199b) - glavna uloga
- "Zbogom, Rakova poslastico" (200) - sporedna uloga
- "Invazija ananas" (203a) - glavna uloga
- "Šalša imbecilikus" (203b) - glavna uloga
- "Pobuna u Rakovoj poslastici" (204a) - cameo

#### Sezona 10
- "Imitacijsko ludilo" (207a) - sporedna uloga
- "House Worming" (207b) - sporedna uloga
- "Krusty Katering" (208a) - cameo kao pinjata
- "Plankton dobiva čizmu" (209b) - glavna uloga
- "Napuši svoj mjehurić" (210b) - sporedna uloga
- "Plankton se povlači" (211a) - glavna uloga
- "The Incredible Shrinking Sponge" (212a) - sporedna uloga

#### Sezona 11
- "Povratak Flekice" (217a) - glavna uloga
- "Zavrti bocu" (218a) - glavna uloga
- "Legenda Boo-kini doline" (220) - sporedna uloga
- "Bez fotografiranja molin" (221a) - sporedna uloga
- "Novi zombiji rakburgeri" (222a) - sporedna uloga
- "Teacher's Pests" (222b) - glavna uloga
- "Mali prijatelji" (228a) - spomenut
- "Bakina riječ" (228b) - glavna uloga
- "Bottle Burglars" (230b) - glavna uloga
- "Popis za kupnju" (232b) - glavna uloga
- "Patnokio" (234b) - glavna uloga

### Filmovi
Pojavio se u oba filma.

### Kratke epizode
Pojavio se u sljedećim kratkim epizodama:
- "Plankton's Holiday Hits" - glavna uloga
- "Can't Swim" - sporedna uloga
- "Remodeling" - sporedna uloga
- "Loop dee Loop" - sporedna uloga
- "Plankton Pays" - glavna uloga
- "Beware Flying Jellyfish" - glavna uloga
- "SpongeBob's Legendary Dance Party" - sporedna uloga
- "Plankton's Color Nullifier" - glavna uloga